# Austria Filmmakers Cooperative
Die Austria Filmmakers Cooperative (kurz Austria Filmmakers Coop) war eine österreichische Vereinigung von Film- und Videokünstlern mit Sitz in Wien.

## Geschichte
Die Austria Filmmakers Cooperative wurde im Februar 1968 unmittelbar nach dem Experimentalfilm-Festival in Knokke nach dem Vorbild der Cooperativen in New York, London und Rom als Verein gegründet. Gründungsmitglieder waren Hans Scheugl, Peter Weibel, Kurt Kren als Obmann, Schriftführer, Kassier und Ernst Schmidt, Gottfried Schlemmer, Valie Export als deren Stellvertreter. In den Statuten und in der Amtsbestätigung lautete der Name Austria Filmmakers Coop, wurde aber im Folgenden meist als Cooperative ausgeschrieben. Zweck der Gründung war lt. Statuten die Förderung unabhängig produzierter Filme und der Sicherung einer Vertriebsbasis. Der Kontakt zu anderen Gruppen, der sich schon in Knokke ergeben hatte, vor allem in Deutschland, den Niederlanden und in London, weitete sich im Laufe eines Jahres bis nach Kanada und Australien aus.
Form und Inhalt der kurzen Arbeiten und das aktionistisch provokante Auftreten der Beteiligten in erklärter Gegnerschaft zum kommerziellen Kino, zusammengefasst in dem Begriff Underground-Film, sicherte lokal und international großes Interesse. Zum Erfolg der Gruppe trugen ihre gezielten Auftritte und kulturpolitischen Aktionen und die Skandalisierung durch die Presse wesentlich bei. „Die politische Struktur der Coop war nicht nur nach innen, sondern auch nach außen antizipatorisch. Die Tätigkeit nach außen hatte auch eine Rückwirkung auf den inneren Aufbau, der zunehmend zu einer Radikalisierung, d.h. auch zu einer aktiven Kollaboration aller Mitglieder tendierte.“
Im September traten Marc Adrian, Otto Muehl, Karl Kases und Otmar Bauer der Coop bei. Sie beteiligten sich, verstärkt durch Günter Brus und Oswald Wiener, im Jänner 1969 an der Besetzung des Österreichischen Filmmuseums, die von den Gründungsmitgliedern der Coop ausging, weil die beiden Direktoren des Filmmuseums es verabsäumten oder sich weigerten, die Filme der „zweiten Generation“ der österreichischen Avantgarde zu zeigen.
Als das Filmemacher-Paar Wilhelm und Birgit Hein zusammen mit anderen in Köln XScreen, ein 'Studio für Unabhängigen Film', gründeten, luden sie zur Eröffnung die Coop ein: „Die österreichische Cooperative hatte als kleinste Gruppe den geschlossensten Charakter und konnte damit am effektivsten auftreten.“ Der Erfolg trug mit zum Ende der Coop bei, weil deren finanzielle Erträge kaum eine Rolle spielten, dagegen Deutschland durch die in München neu gegründete Kunstagentur P.A.P. (Progressive Art Production) solche zu versprechen schien. Kurt Kren zog nach Köln, Weibel und Export sowie Mühl nahmen 1969 an einer von P.A.P. groß aufgezogenen Underground Exposion-Tournee teil. Schmidt trat aus der Coop aus. Die Gruppe und die Coop selbst zerfielen.
Im April 1970 fand bei der „Viennale“ erstmals eine Gesamtschau der Filme und Expanded Cinema-Aktionen der beiden vorangegangenen Jahre statt, veranstaltet vom „Kuratorium Neuer Österreichischer Film“, eine Nachfolge-Organisation der Coop, deren Mitglieder ihr ebenfalls angehörten. Obwohl es sich um eine Rückschau handelte und sie durch eine verschärfte behördliche Beobachtung mit Polizei und Gerichtsvorladungen endete, der Katalog zur Schau eine pressepolizeiliche Verbreitungsbeschränkung erhielt, wie die Zeitungen ausführlich berichteten, signalisierte der Titel der Schau, „Neuer Österreichischer Film“, dass mit ihr eine Zäsur stattfand, weil die Filme die Zukunft bedeuteten. Peter Weibel schrieb in dem Katalog eine wütende Polemik gegen die vorherrschende Kulturpolitik und verlangte die Millionen für die Avantgarde. Die Millionen blieben aus, die Filmtätigkeit versiegte. Stattdessen begann eine Zeit der Reflexion. Scheugl und Schmidt arbeiteten an einer Subgeschichte des Films, die 1974 als ein zweibändiges „Lexikon des Avantgarde-. Experimental- und Undergroundfilms“ erschien. Zu „Österreich“ schrieben sie: „Die Situation österreichischer Filmer hat sich keineswegs gebessert. Sie werden von den reaktionären Massenmedien zum Großteil ignoriert und von einer rückständigen Gesetzgebung verfolgt. (...) In diesem Klima wurden in den letzten Jahren zahlreiche unabhängige Filme hergestellt, die wegen der geschilderten Umstände ausschließlich im Untergrund existieren.“ Peter Weibel gab (unter Mitarbeit von Valie Export) den Band wien. bildkompendium wiener aktionismus und film heraus, in dem er die Entstehung der Austria Filmmakers Cooperative ausführlich beschrieb. Besonders wies er auf die Verbindung von Film, Aktionismus und die Literatur und die Aktionen der „Wiener Gruppe“ hin.  Weibel und Export kamen vor Gericht. Das Buch dürfte, wäre es noch im Vertrieb, bis heute in Österreich nicht verkauft werden.
Es dauerte zehn Jahre, bis die Avantgarde wieder an die Öffentlichkeit geholt wurde. Anlässlich der Wiener Festwochen 1980 gab es im Juni eine „alternative“ Schiene, die im Z-Club alternativ der Zentralsparkasse der Gemeinde Wien die Schau „Österreichische Avantgarde- und Undergroundfilm 1950-1980“ veranstaltete. Zu den Festwochen Alternativ gehörte zur gleichen Zeit eine Ausstellung der Homosexuellen Initiative Wien am Reumannplatz, die abgeräumt und nach Protesten anderer Festwochen-Teilnehmer wieder aufgestellt wurde. Zu der Filmschau erschien ein vom Österreichischen Filmarchiv herausgegebenes Katalogheft, zu dem Ernst Schmidt jr. eine kurze Einleitung schrieb, in der er die Coop nicht erwähnte, auch wenn das inzwischen bekannte Coop-Foto für das Titelblatt verwendet wurde.
Die Neugründung der Austria Filmmakers Cooperative, initiiert von Hans Scheugl, erfolgte im März 1982 mit fast den gleichen Proponenten wie 1968, diesmal mit Ernst Schmidt jr. als Obmann, aber ohne Kurt Kren, der als in Amerika verschollen galt. Die Verhältnisse waren sehr verändert. Eine neue „dritten Generation“ war im Entstehen, arbeitete vereinzelt, hatte kaum eine Chance, ihre Arbeiten zu zeigen, und war sehr interessiert, sich den bekannten Gründern der ersten Coop anzuschließen. Für diese war die Zeit der Kurzfilme aber vorbei, an dem in Mode kommenden kostengünstigen 8mm-Film zeigten sie kein Interesse. Weibel und Export hatten 1977 mit Unsichtbare Gegner und Ernst Schmidt jr. 1981 mit der Doderer-Verfilmung Die totale Familie den Sprung zum Spielfilm geschafft. Weitere Kinofilme waren in Planung, ihre Finanzierung blieb aber fraglich, da die im Ministerium für Kunst angesiedelte „kleine“ Filmförderung für den künstlerischen Film in direkter Konkurrenz zur Subventionierung des üblichen Kinofilms stand, der das meiste Geld abbekam. Es herrschte eine Art Kulturkampf.
Den Anstoß für die Neugründung gab eine österreichische Filmschau in New York, gefördert durch die Stadt Wien, bei der die Avantgarde übergangen wurde. Ein Protestbrief an den Stadtrat für Kultur, Helmuth Zilk, blieb vorerst ohne Erfolg. Unterschrieben wurde er von Schmidt jr. und Scheugl im Namen einer angeführten Auswahl der Filmemacher und -macherinnen: Valie Export, Peter Weibel, Maria Lassnig, Mac Adrian, Moucle Blackout (Christiane Engländer), Hermann Hendrich, Lisl Ponger, Herwig Kempinger. Im Mai veranstaltete die Coop an der Hochschule (Universität) für angewandte Kunst ein fünftägiges „Querschnittprogramm“ von 90 Filmen der bereits 30 Mitglieder. Ihre Zahl fluktuierte, da die Ziele der Coop noch nicht feststanden. Viele kamen, viele gingen im Laufe der nächsten zehn Jahre auch wieder. Zu den Gästen auf Zeit gehörten Otto M. Zykan, Heimo Zobernig, Friederike Pezold, Penelope Georgiou, Dóra Maurer, Karl Kases, John Cook, Wolfram Paulus, Gudrun Bielz, Ali Aydin, Otmar Bauer, die Gruppe Rosa-Grün-Blau (Helmut Polt).
Zu den ersten Aufgaben der neuen Coop gehörte die Sammlung der Kopien und die Sicherung der Negative und Originale der Filme der ersten Coop, um sie zusammen mit den neu entstehenden Filmen in einem „Filmpool“ für Vorführungen verfügbar zu machen. Die Coop bezog Räume in dem Kulturhaus WUK, richtete eine Werkstatt mit Schneidetisch und ein kleines Kino ein. Scheugl wurde 1983 statt Schmidt zum Obmann gewählt. Ein Besuch von Scheugl und Weibel bei Helmut Zilk, Minister für Kultur, zeigte langsam Wirkung. 1985 erstmals Vorführungen in den USA. Der Verein bekam 1986 eine größere staatliche Förderung. Die verschiedenen künstlerischen Strömungen innerhalb der Coop machten sich stark bemerkbar. Valie Export drehte 1985 Die Praxis der Liebe, Scheugl 1986 mit Was die Nacht spricht seinen ersten Kinofilm. Peter Weibel hatte sich in den 70er Jahren dem Video zugewandt und wurde 1986 Leiter der Ars Electronica in Linz.
Die Coop als ganzes prosperierte. Laut dem „Jahresrückblick Juni 1989 bis Dezember 1990“ der Coop produzierten deren Mitglieder in dieser Zeit Filme in einer Gesamtlänge von 520 Minuten bzw. 6 abendfüllende Programme und zeigten sie bei 32 ausländischen und 15 inländischen Präsentationen. Internationale und österr. Förderungspreise ergingen an Mattuschka, Brehm, Arnold, Kren und Blackout. Der Verleihkatalog der Coop von 1991 weist 20 Mitglieder mit rund 200 Filmen auf. Neben den in dem Brief an Zilk angeführten Namen zählten dazu: Karl Kowanz, Peter Tscherkassky, Dietmar Brehm, Thomas Renoldner, Gottfried Bechtold, Karl Heinz Koller, Linda Christanell, Martin Arnold, Alexander Curtis, Hubert Sielecki, Mara Mattuschka und Renate Kordon. Da die anfallende Arbeit ohne Bezahlung nicht mehr zu leisten war, legte Scheugl im Juni 1990 die Obmannschaft zurück. Marc Adrian übernahm. Die Sektion Found Footage (Martin Arnold, Peter Tscherkassky) stellte ihre Mitarbeit ein und gründete 1990 zusammen mit Lisl Ponger und anderen sixpackfilm, einen Verein, der ab 1991 die unbezahlte Arbeit der Coop auf neue professionelle Beine stellte. 1992 übernahm Hermann Hendrich die Obmannschaft. Durch die Mitarbeit der neuen Mitglieder Thomas Korschil und Johannes Rosenberger konnte das Kino und die Distribution der Filme weitergeführt werden. Werkstatt und Kino wurden noch bis in die 2000er Jahre unter zuletzt geänderten Namen (Austrian Filmmakers Coop oder filmcoop Austria) genützt.